# David di Donatello 1964
La cerimonia di premiazione della 9ª edizione dei David di Donatello si è svolta il 26 luglio 1964 al teatro antico di Taormina.

## Vincitori
Miglior regista
- Pietro Germi - Sedotta e abbandonata

Migliore produttore
- Carlo Ponti  - Ieri, oggi, domani (ex aequo)
- Franco Cristaldi  - Sedotta e abbandonata (ex aequo)

Migliore attrice protagonista
- Sophia Loren  - Ieri, oggi, domani

Migliore attore protagonista
- Marcello Mastroianni - Ieri, oggi, domani

Migliore attrice straniera
- Shirley MacLaine - Irma la dolce (Irma la Douce)

Migliore attore straniero
- Peter O'Toole  - Lawrence d'Arabia (Lawrence of Arabia) (ex aequo)
- Fredric March  - 7 giorni a maggio (Seven Days in May) (ex aequo)

Miglior film straniero
- Lawrence d'Arabia (Lawrence of Arabia), regia di David Lean

Targa d'oro
- Catherine Spaak, per la sua interpretazione in: La noia; regia di Damiano Damiani
- Universal International, per il contributo artistico in: Sciarada (Sciarada); regia di Stanley Donen
- Mario Cecchi Gori, per l'insieme delle sue produzioni